# Cheung Kong Center
Cheung Kong Center – wieżowiec w Hongkongu, w Chinach o wysokości 283 m. Budynek otwarto w 1999, liczy 62 kondygnacje.